# Palazzo Vitelli a San Giacomo

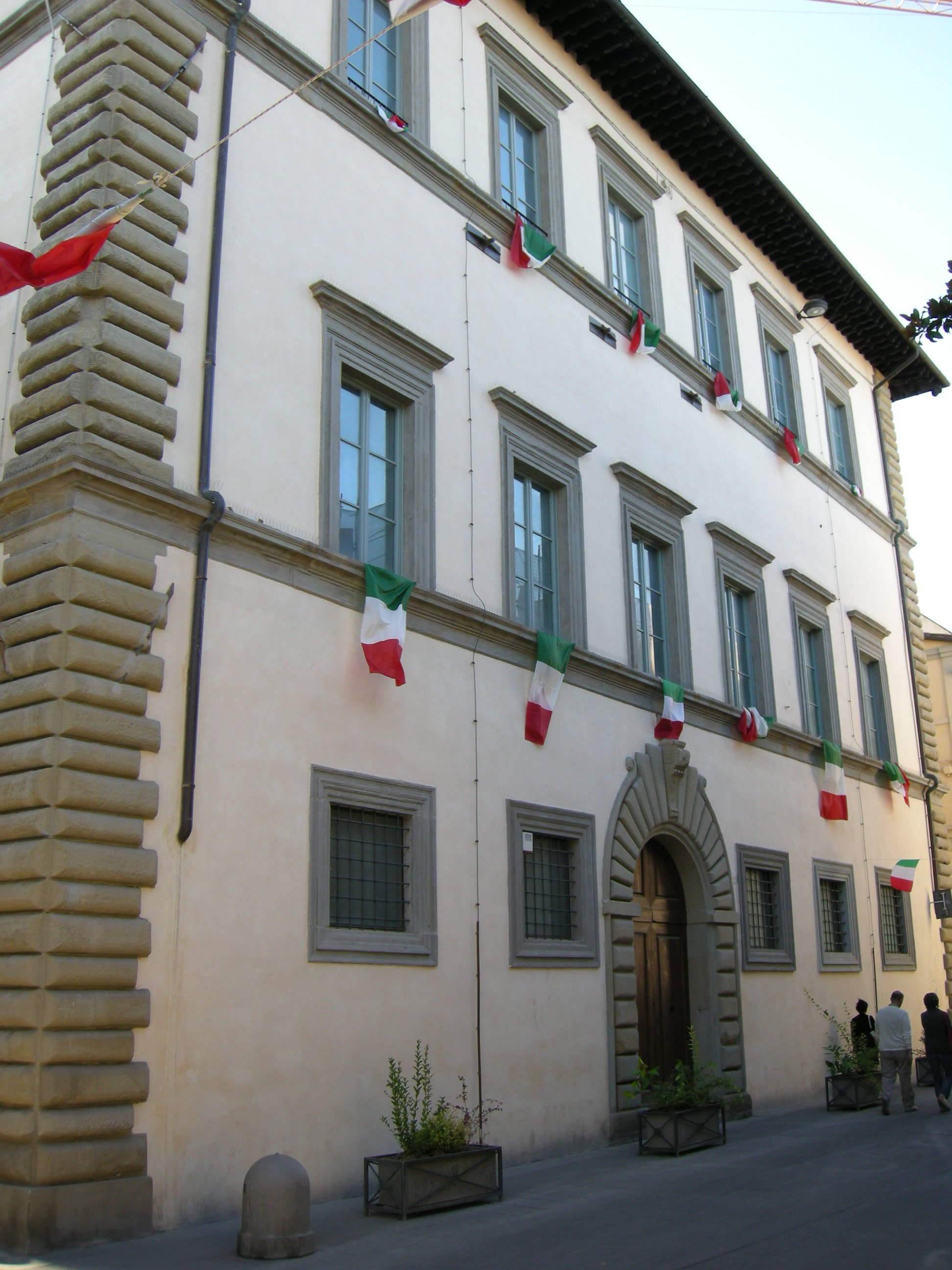
Façade du palais.

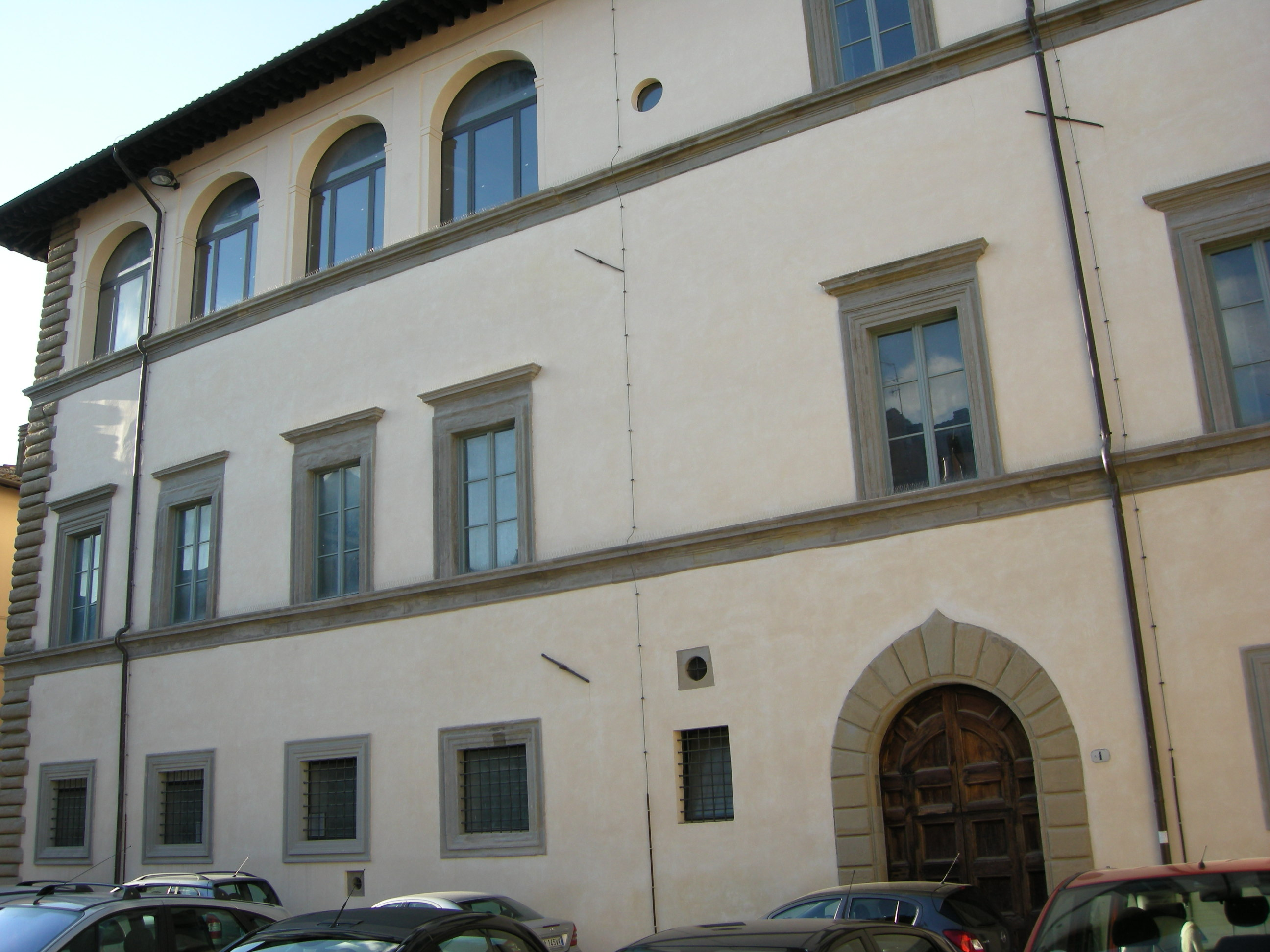
Les corniches marcapiano marquant les niveaux.

Le Palazzo Vitelli a San Giacomo est un palais de Città di Castello dans la province de Pérouse en Ombrie (Italie), dont la construction remonte aux premières décennies  du XVIe siècle. 

## Histoire
Le Palazzo Vitelli a San Giacomo est un palais de Città di Castello dont le nom est issu du lieu de sa construction : sa façade donne sur la Via San Giacomo. 
Le palais a été construit dans les premières décennies  du XVIe siècle et est l'un des quatre palais que la famille Vitelli a fait construire à Città di Castello de la fin du XVe  à la seconde moitié du  XVIe siècle.
Son architecture a servi de modèle  pour la construction de demeures de certaines familles riches  de Città di Castello . 
L’édifice est l’un des premiers à bénéficier de l’architecture originale influencée par les palais florentins développée par les Vitelli en raison de leurs liens étroits avec la ville de Florence.
Selon la tradition, ce serait Angela de Rossi dei Conti di San Secondo, épouse en secondes noces d’Alessandro qui fit ériger le palais. Cette hypothèse est confirmée par la présence du portail d’entrée du « lion rampant », blason de la famille.
La tradition veut qu'Angela de Rossi ait fit construire ce palais parce qu’elle était jalouse d’Alessandro Vitelli, amant d’une dame nommée Laura, mais d’autres sources soutiennent que la construction du palais est antérieure à son mariage avec Alessandro. 
Il est probable que Vitello, le premier mari d’Angela, à l’occasion de leur union, ait encouragé celle-ci à construire le palais San Giacomo, vu que chaque personnage de la famille Vitelli tenait à ériger des palais dans les divers quartiers de la cité. Le fait que, dans certaines parties intérieures du palais, on trouve le blason des Vitelli, confirme cet état de chose ; en effet si Angela avait réalisé ce palais à la suite d'une crise conjugale avec son second mari Alessandro, elle n’y aurait sûrement pas fait apposer les emblèmes des Vitelli.
L'hypothèse la plus probable est donc que le palais ait été construit par Vitello en hommage à son épouse. 
Au cours du XVIIIe siècle le palais passa par héritage aux marquis de Monte santa Maria qui le remirent au goût du jour en réadaptant diverses salles avant de le laisser à l'abandon.
À la fin du XIXe siècle une partie du palais, après d'importantes modifications fut le siège du « Pellagrosario ». 
Dans les années 1930, une partie des locaux furent utilisées par les « Formazioni Femminili dell’opera Balilla ». 
Ensuite, jusqu'aux années 1960, le palais fut le siège de la caserne des Carabiniers.

## Description
Le palais a un plan rectangulaire avec façade principale sur la Via san Giacomo. Les angles ou « canti » sont renforcés  par de gros bossages  en saillie, rayés au ciseau, uniformes sur toute la hauteur de l’édifice.  Deux autres grandes corniches  marquent le premier et le second étage. Toutes les fenêtres sont identiques avec des pierres larges avec des modanatures et le portail sous dimensionné avec des bozze cachées par une façade externe se terminant au niveau de la porte supérieure en deux volutes baroques.
Le souci de l’architecte à l’origine du projet est d’avoir favorisé le côté pratique.
Les chambres et les quartiers sont disposés de façon rationnelle et fonctionnelle. Les plafonds sont à caissons dans lesquels  sont insérés le blason des Vitelli. 
L’entée à voûte basse, conduit à une cour à colonnades soutenant les arcs de la loggia. Les colonnes de l’arc en pierre sont à larges bandes contournées par des corniches interrompues à moitié. Les décorations présentes sur le plafond du salon sont de Luca Antonio Angeloni, un peintre local du XVIIIe siècle. 
Giorgio Vasari indique que le Parmigianino a peint «  un berceau de putti pour  Angela de Rossi,  épouse de  Alessandro Vitelli »  œuvre aujourd’hui perdue. On peut néanmoins penser que le peintre a pu participer aux fresques murales encore cachées par les plâtrages successifs.  
Le Palais a été transmis aux marquis de Monte Santa Maria Tiberina et abandonné par la suite. De la plupart des décorations intérieures et de ses riches et artistiques ornements, toutes les statues et bustes en marbre ayant été enlevés et vendus.

## Sources
- Voir liens externes